# Rectus abdominis

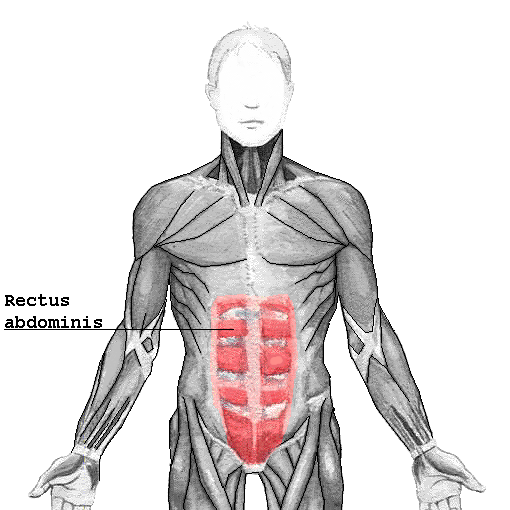
Rectus_abdominis.png

Rectus abdominis är en grupp av muskler som brukar kallas raka magmuskler eller helt enkelt magmuskler. Denna muskelgrupp har en ganska komplicerad infästning, då de är ett antal muskler som via ligament infäster i varandra. Den huvudsakliga infästningen är i revbenen och bäckenbenet, men delar infästning med bland annat de sneda bukmusklerna (inre och yttre). Denna muskelgrupp tar hand om böjningen av överkroppen, men har inte hand om böjningen av höften, vilket ofta missuppfattas. Det är alltså då kroppen skall böjas framåt från höften och uppåt som det handhas av abdominis. 
Den absoluta antagonisten till denna muskel är erector spinae.

## Styrketräning
Det finns två övningar som är i princip isolerande, varav den ena är en variant av den som brukar kallas crunch och den andra kallas kabelmagdrag. En föreställning om att situps skulle träna de raka magmusklerna förekommer. De raka magmusklerna arbetar endast statiskt i en situpsövning. Situps tränar dock mestadels höftböjaren, Iliopsoas. Inom senare forskning har man bevisat att magmuskeln återhämtar sig lika snabbt som en vanlig muskel, och inte som man sagt tidigare att de återhämtar sig snabbare än en vanlig muskel.

## Hälsotillstånd
Tillstånd som kan drabba rectus abdominismuskeln är bland annat rektusdiastas som är ett bråck uppstår när linea alba av olika skäl töjs ut, såsom vid graviditet eller medfödda tillstånd.